# Крайній провулок (Київ, Куликове)
Кра́йній прову́лок — зниклий провулок, що існував у Дніпровському районі міста Києва, місцевість Куликове. Пролягав від Бігової до Крайньої вулиці.

## Історія
Провулок виник у середині ХХ століття під назвою Новий. Назву Крайній провулок набув 1957 року. 
Ліквідований у 1980-х роках у зв'язку зі знесенням старої забудови колишнього селища Куликове та частковим переплануванням місцевості.